# Annette Island
Annette Island är en 332,6 km² stor ö, som ingår i ögruppen Alexanderarkipelagen i den amerikanska delstaten Alaska. På Tlingit-folkets språk heter ön Taak'w Aan, som betyder "vinterstaden". Sitt västerländska namn fick ön av lantmätaren W. H. Dall, vars hustru hette just Annette.